# Südtiroler Transportstrukturen
Die Südtiroler Transportstrukturen AG (italienisch Strutture Trasporto Alto Adige SpA, abgekürzt STA) ist ein Verkehrsdienstleistungsunternehmen in Bozen, das sich vollständig im Eigentum des Landes Südtirol befindet. Die STA betätigt sich unter anderem als Eisenbahninfrastrukturunternehmen, das mehrere Eisenbahnstrecken verwaltet. Weiters ist die STA beratend und ausführend in diversen Bereichen der Mobilität tätig. Dabei erbringt das Unternehmen für die öffentliche Hand Dienstleistungen wie Konzepterstellung, Planung, Ausschreibung der Arbeiten sowie Projektsteuerung.

## Geschichte

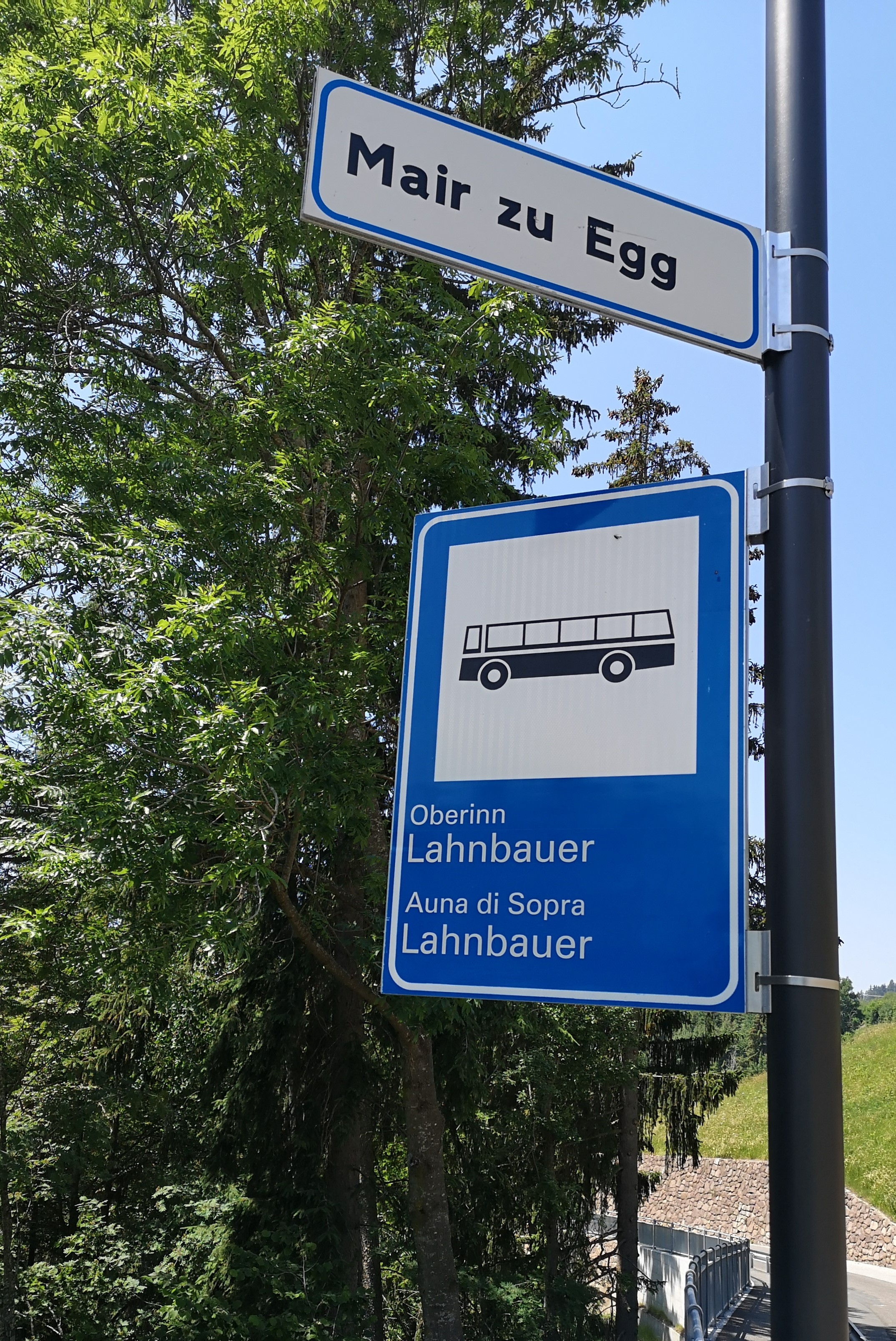
Haltestellenzeichen bei Oberinn am Ritten

Die Südtiroler Transportstrukturen entstand 1994, als die vom Land Südtirol kontrollierte SAD AG in ein Transportunternehmen (SAD Nahverkehr) und ein Infrastrukturunternehmen (STA) aufgespaltet wurde. Nachdem sich die STA ursprünglich in erster Linie der Immobilienverwaltung gewidmet hatte, wurde sie in den 2000er Jahren zu einem Schlüsselunternehmen beim Ausbau des öffentlichen Verkehrs.
Die erste große Unternehmung der Südtiroler Transportstrukturen war die Wiederinbetriebnahme der Vinschgaubahn, die in den 90ern vom Staat an das Land Südtirol übergeben worden war. 1999 beauftragte die Südtiroler Landesregierung die STA mit der Planung zur Reaktivierung und Modernisierung. Seit der Wiedereröffnung 2005 wird die Vinschgaubahn von den STA geführt.
Das nächste bedeutende Projekt war die umfassende Modernisierung der Pustertalbahn, die von 2008 bis 2011 in Zusammenarbeit mit italienischen Bahngesellschaften verwirklicht wurde. An der Bahnstrecke Bozen–Meran und der Brennerbahn, die weiterhin unter der Aufsicht der Rete Ferroviaria Italiana stehen, konnten dagegen nur kleinere Adaptierungsarbeiten durchgeführt werden. Für den Betrieb der genannten Strecken erwarb die STA mehrere Stadler-Flirt-Garnituren.
Zwischen 2008 und 2013 wurden auch die Rittner Bahn, die Rittner Seilbahn und die Mendelbahn, die allesamt Eigentum der STA sind, umfassend erneuert. Weiters war die Südtiroler Transportstrukturen in den Bereichen Bus- und Fahrradverkehr sowie barrierefreie Gestaltung öffentlicher Einrichtungen tätig.
Seit dem Jahr 2016 treiben die STA für die Südtiroler Landesverwaltung den Themenbereich „nachhaltige Mobilität“ voran und koordinieren die Initiative Green Mobility. Auch das Verkehrssicherheitszentrum Safety Park ist seit Anfang 2016 bei den STA angesiedelt.
2021 übernahmen die STA anstelle der SAD auch den Betrieb der Rittner Bahn, der Rittner Seilbahn und der Mendelbahn.